# Candidatura de Praga para os Jogos Olímpicos de Verão de 2016
A candidatura da cidade de Praga a sede dos Jogos Olímpicos e Paraolímpicos de Verão de 2016 foi oficializada em 5 de setembro de 2007 com o envio de cartas de intenção ao Comitê Olímpico Internacional. Outras seis cidades de três continentes se candidataram.
O projeto da capital da República Checa previa a construção de três centros: um velódromo em Brno, um estádio para a natação e um complexo olímpico na periferia de Praga. A falta de condições da cidade, que já havia sido apontada por integrantes do governo checo, foi um dos fatores que determinaram a eliminação de Praga, em junho de 2008, do processo do Comitê Olímpico Internacional. A cidade ficou em sexto lugar (à frente apenas de Baku), com nota 5,3.